# Нізам (діамант)
Нізам — алмаз, який як вважають, був найвідомішим алмазом в 1800-х роках. Є розповіді, що його маса складала близько 340 карат (68 г). Історія про діамант відноситься до правителів Голконди, і, як вважають, він був знайдений в копальні Коллур. Дорогоцінний камінь отримав свою назву від князя Нізама з Хайдарабаду.